# Witold Nowacki
Witold Nowacki (sinh ngày 20 tháng 7 năm 1911 tại Zakrzewo – mất ngày 23 tháng 8 năm 1986 tại Warsaw) là một nhà toán học và chuyên gia về cơ học đàn hồi và nhiệt đàn hồi người Ba Lan. Ông từng là chủ tịch của Viện Hàn lâm Khoa học Ba Lan trong các năm 1978-1980 và là chủ tịch đầu tiên của Hội Tương tác Toán học và Cơ học.

## Tiểu sử

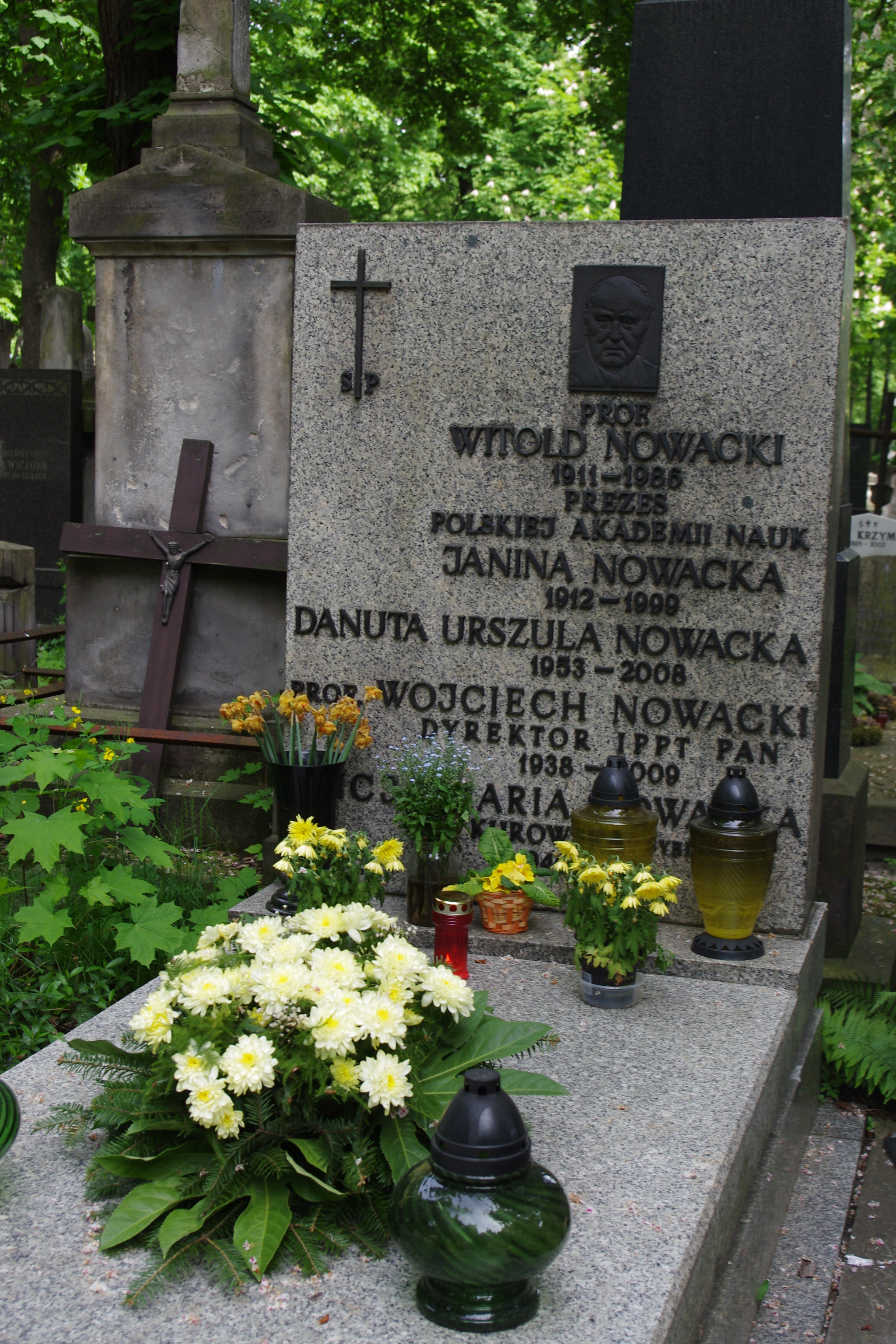
Mộ của Witold Nowacki ở Warsaw

Cha mẹ ông là Ludwik Nowacki và Bronislawa Czyzewska.
Witold Nowacki học tại Đại học Bách khoa ở Gdańsk và tốt nghiệp vào năm 1934. Năm 1936, Witold Nowacki kết hôn với Janina Sztabianka.
Trong Chiến tranh thế giới thứ hai, Witold Nowacki làm một sĩ quan trong Quân đội Ba Lan nhưng bị bắt vào năm 1939 và phải làm tù nhân chiến tranh của Đức suốt toàn bộ cuộc chiến. Năm 1945, Witold Nowacki trở thành giáo sư dạy Sức mạnh của vật liệu tại Đại học Công nghệ Gdańsk. Năm 1952, ông chuyển đến Đại học Bách khoa Warsaw để giảng về Cơ học xây dựng. Từ năm 1955, Witold Nowacki giảng dạy Độ đàn hồi và Độ dẻo tại Đại học Warsaw. Ông được bầu làm Thành viên danh dự của Hội Hoàng gia Edinburgh vào năm 1979.
Năm 1980, Witold Nowacki nghỉ hưu.

## Tác phẩm tiêu biểu
- Thermoelasticity (1962)
- Dynamics of Elastic Systems (1963)
- Theory of Micropolar Elasticity (1970)
- Trends in Elasticity and Thermoelasticity (1971)
- Autobiographical Notes (1985)
- Theory of Asymmetric Elasticity  (1986)